# Добровольный (Мордовия)
 Добровольный  — посёлок в Мордовии в составе России. 
Входит в городской округ Саранск. Подчинён администрации Октябрьского района Саранска. Административно относится к рабочему посёлку Николаевке.

## География
Находится на расстоянии примерно 4 километра по прямой к юго-западу от границы города Саранск.

## История
Основан в годы коллективизации переселенцами из села Ключарево. В 1931 году учтено 25 дворов.

## Население
| 2002 | 2010 |
| ---- | ---- |
| 70   | ↘66  |

Постоянное население составляло 70 человек (русские 84 %) в 2002 году, 66 в 2010 году.